# Dublin (Virginia)
Dublin è un comune degli Stati Uniti d'America, situato nello Stato della Virginia, nella contea di Pulaski.